# Parteitag der CDU Deutschlands 2016
Der 29. Parteitag der Christlich Demokratischen Union Deutschlands fand am vom 5. bis 7. Dezember 2016 in Essen statt, Veranstaltungsort war die Grugahalle. Turnusgemäß wurde der Bundesvorstand neu gewählt.

## Wahlen

### Bundesvorsitz
Im ersten Wahlgang wurde Angela Merkel mit 845 Stimmen (89,50 Prozent) zur CDU-Vorsitzenden wiedergewählt.

### Stellvertretende Vorsitzende
Für die fünf Positionen der stellvertretenden Bundesvorsitzenden kandidierten fünf Mitglieder.
- Volker Bouffier (820 Stimmen = 85,42 Prozent)
- Julia Klöckner (827 Stimmen = 86,15 Prozent)
- Armin Laschet (786 Stimmen = 81,88 Prozent)
- Thomas Strobl (709 Stimmen = 73,85 Prozent)
- Ursula von der Leyen (695 Stimmen = 72,40 Prozent)

### Schatzmeister
Zum Schatzmeister wurde Philipp Murmann gewählt (795 Stimmen = 99,25 Prozent).

### Weitere Präsidiumsmitglieder
Zur Mitgliedern des Präsidiums wurden gewählt.
- Monika Grütters (658 Stimmen = 70,37 Prozent)
- Annegret Kramp-Karrenbauer (797 Stimmen = 85,24 Prozent)
- Karl-Josef Laumann (731 Stimmen = 78,18 Prozent)
- Thomas de Maizière (750 Stimmen = 80,21 Prozent)
- David McAllister (797 Stimmen = 82,25 Prozent)
- Wolfgang Schäuble (829 Stimmen = 88,66 Prozent)
- Jens Spahn (659 Stimmen = 70,48 Prozent)

### Weitere Bundesvorstandsmitglieder
In den Bundesvorstand wurden 26 Beisitzer gewählt:
- Peter Altmaier (846 Stimmen = 92,46 Prozent)
- Christian Baldauf (624 Stimmen = 68,20 Prozent)
- Peter Beuth (570 Stimmen = 62,30 Prozent)
- Ralf Brauksiepe (650 Stimmen = 71,04 Prozent)
- Elmar Brok (725 Stimmen = 79,23 Prozent)
- Hermann Gröhe (849 Stimmen = 92,79 Prozent)
- Serap Güler (681 Stimmen = 74,43 Prozent)
- Elke Hannack (616 Stimmen = 67,32 Prozent)
- Stephan Harbarth (598 Stimmen = 65,36 Prozent)
- Reiner Haseloff (771 Stimmen = 84,26 Prozent)
- Stefan Heck (739 Stimmen = 80,77 Prozent)
- Mechthild Heil (705 Stimmen = 77,05 Prozent)
- Elisabeth Heister-Neumann (654 Stimmen = 71,48 Prozent)
- Gudrun Heute-Bluhm (589 Stimmen = 64,37 Prozent)
- Peter Liese (675 Stimmen = 73,77 Prozent)
- Michael Meister (753 Stimmen = 82,30 Prozent)
- Mike Mohring (678 Stimmen = 74,10 Prozent)
- Elisabeth Motschmann (676 Stimmen = 73,88 Prozent)
- Lucia Puttrich (622 Stimmen = 67,98 Prozent)
- Dagmar Schipanski (627 Stimmen = 68,52 Prozent)
- Arnold Vaatz (701 Stimmen = 76,61 Prozent)
- Johann David Wadephul (674 Stimmen = 73,66 Prozent)
- Sabine Weiss (713 Stimmen = 77,92 Prozent)
- Annette Widmann-Mauz (770 Stimmen = 84,15 Prozent)
- Monica Wüllner (640 Stimmen = 69,95 Prozent)
- Otto Wulff (820 Stimmen = 89,62 Prozent)

Als Mitgliederbeauftragter wurde gewählt:
- Henning Otte (642 Stimmen = 91,58 Prozent)